# Norman Williams

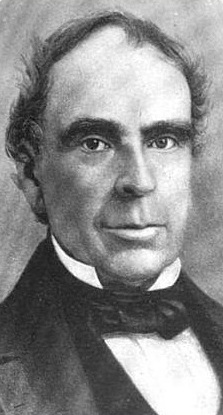
Norman Williams

Norman Williams (* 6. Oktober 1791 in Woodstock, Vermont; † 12. Januar 1868 ebenda) war ein US-amerikanischer Anwalt und Politiker, der von 1819 bis 1823 State Auditor und von 1823 bis 1831 Secretary of State von Vermont war.

## Leben
Norman Williams wurde in Woodstock, Vermont geboren. Er schloss die University of Vermont im Jahr 1810 ab. Danach studierte er Rechtswissenschaften. Seine Zulassung zum Anwalt erhielt er im Jahr 1814 und eröffnete anschließend ein Anwaltswüro in Woodstock.
Williams diente im Britisch-Amerikanischen Krieg und auch danach gehörte er weiterhin der Armee an. Nach seinem Militärdienst arbeitete er wieder als Anwalt und im Jahr 1814 sowie von 1820 bis 1822 und von 1834 bis 1835 im Nachlassgericht für den Distrikt von Hartford.
Im Jahr 1819 wurde Williams zum Auditor of Accounts gewählt. Dieses Amt hatte er bis zum Jahr 1823 inne.
Williams wurde im Jahr 1823 zum Vermont Secretary of State gewählt. Er war bis zum Jahr 1831 als Secretary of State tätig. Danach lebte er von 1831 bis 1834 in Montreal und arbeitete dort gemeinsam mit seinem Schwager. Zurück nach Woodstock kehrte er im Jahr 1834 und nahm seine Tätigkeit als Anwalt erneut auf.
Secretary des Senats von Vermont war er von 1836 bis 1840.
Ursprünglich der National Republican Party angehörend, später Mitglied der Whig Party, war Williams einer der Autoren des Vermont Mercury, einer Zeitung, die die Politik der Whig Party befürwortete.
Williams war einer der Gründer des Vermont Medical Colleges und arbeitete viele Jahre als Dekan der Fakultät. Zusätzlich war er von 1849 bis 1853 Mitglied des Board of Directors der University of Vermont.
Williams folgte Benjamin Swan in das Amt des Clerks des Windsor County Courts und arbeitete dort von 1839 bis zu seinem Tode.
Im Jahr 1883 ließ einer von Williams’ Söhnen, Edward H. Williams, das Haupthaus und umgebende Gebäude abreißen und errichtete auf dem Grundstück eine Bücherei. Die Williams Public Library existiert noch heute als Bücherei für die Einwohner von Woodstock.